# أسطورة الخلق السيريرية
أسطورة الخلق السيريريَّة هي أسطورة الخلق التقليدية عند شعب السيرير في السنغال وغامبيا وموريتانيا. يقدس كثير من السيريريين الذين يتبعون عقائد الدين السيريري هذه القصص. تشمل هذه القصص بعض عناصر التقاليد السيريريَّة والندوتية ولكنها لا تقتصر عليها.
للشعب السيريري آلهة عديدة وإلهات وبانغول (وهم القدّيسون السيريريون والأرواح الأسلافية التي تمثلها الثعابين)، ولكن الإله الرئيس الخالق يدعى روغ (أو كوكس في اللغات الكانغينية).
تطورت أسطورة الخلق السيريريَّة من التقاليد السيريريَّة الشفهية والدين السيريري والأساطير وقصص خلق الكون. توجد تفاصيل الأسطورة أيضًا في مصدرين سيريريين رئيسين: آ ناكس وآ ليب. الأول منهما قصة قصيرة عن أسطورة قصيرة أو تعبير مَثَليّ، أما الآخر فيعبر عن أسطورة متطورة أكثر. بالعموم، يكافئ هذان المصدران الأفعال واللوغوس على الترتيب، لا سيما عند التعبير عن التربية الدينية الأساسية المتعلقة بالكائن الأعلى وخلق العالم. بالإضافة إلى أن هذين المصدرين من المصادر السيريريَّة الثابتة، فإنهما يضعان بنية الأسطورة.
ترتبط أسطورة الخلق السيريريَّة ارتباطًا معقّدًا بالأشجار الأولى التي خلقها روغ على كوكب الأرض. بدأ تكوّن الأرض بمستنقع. لم تتشكل الأرض إلا بعد وقت طويل من تشكل العوالم الثلاثة الأولى: مياه العالم السفلي، والهواء ويشمل العالم العلوي (أي الشمس والقمر والنجوم)، والأرض. روغ هو خالق الكون ومشكله هو وكل شيء فيه. اعتمد الخلق على بيضة كونية أسطورية وعلى مبادئ الفوضى.

## عناصر عامة
للأسطورة روايات متنافسة مختلفة قليلًا. ولكن الاتفاقات بين الروايات أكثر من الاختلافات، أما الاختلافات فيكمّل بعضها بعضًا ليسهم في فهم أوسع لأسطورة الخلق السيريريَّة. تطرح هذه الروايات جميعها أن كل شيء خلقه روغ (أو كوكس بين الكانغين)، وأن خلق كوكب الأرض كان نتيجة مستنقع نمت فيه الشجرة الأولى. خُلقت العوالم الثلاثة الأولى من بيضة أسطورية وكانت تحت مبادئ الفوضى: مياه العالم السفلي، والهواء شاملًا العالم العلوي، والأرض. كانت هذه الثلاثة هي العوالم البدائية التي خلقها الكائن الأعلى بالفكر والقول والفعل. لم يتكون كوكب الأرض إلا بعد أمد بعيد من خلق هذه العوالم. محلّات الخلاف هي: أي الأشجار الأساسية في المجتمع السيريري نمت أوّلًا، بل أيّها نما في المستنقع الأولي على الأرض.
1. ساس - سنط أبيض[8]
2. نغوت (أو نغود[9]) - غويارة[5][9]
3. سومب - الغاف الإفريقي[8][9] نوع من الغاف
4. نكوال (أو نغاول[8] أو نغاوال[9]) - ميتراغينا إنيرميس، جزء من جنس ميتراغينا من الفصيلة الفوية.[8][9]
5. مبوس - غاردينيا تيرنيفوليا[5]

أهمية هذه الأشجار أساسية في تشكيل الأرض، على الأقل من الرؤية الكونية السيريريَّة وقصص الخلق التي تعتمدها كل طائفة عندهم. كونُ الشجرة هي الشجرة الأولى لا يعني أنها أول كائن حي على الأرض. في أسطورة الخلق، تظهر حيوانات مثل ابن آوى والضبع والثعبان والنعامة ظهورًا بارزًا وتتنافس في قصة الخلق. في بعض الروايات، تتحد الحيوانات والأشجار حتى تسوّغ صحّة الرواية. يعتَقد أن هذه الحيوانات الأسطورية مقدسة أو طواطم في الرؤية الكونية السيريريَّة الطوطمية الحساسة للحيوانات والطبيعة بالعموم. ليست دلالة الأشجار في أسطورة الخلق أنها مسكن الكائن الأعلى، ولا هي مسكن الشيطان. بل هي مساكن للأرواح الأسلافية المقدسة (بانغول). قداسة الشجرة رمزية في الدين السيريري. لعب العالم المؤنث أيضًا دورًا أساسيًّا في عملية خلق الكون والبشر الأوائل. يرتبط هذا بفلسفة الجمال السيريريَّة والأرقام السيريريَّة الموجودة في الرمزية السيريريَّة الدينية، فالرقم 3 يرمز إلى العالم المؤنث، والرقم 4 يرمز إلى العالم المذكر، والرقم 7 (وهو مجموعهما) يمثل التوازن والكمال، وهو شيء يحاول السيريريون أن يبلغوه في حياتهم اليومية وفي البيئة التي يجدون أنفسهم فيها.
قبل وجود الكون، وُجد روغ من تلقاء نفسه. لم يكن شيءٌ إلا الصمت والظلام. تمثل الفكرة السيريريَّة عن التوازن والكمال خلق النظام العلوي الروحي وتماشي فكرة الفوضى. كان خلق النظام العلوي الروحي اتحادًا بين المبادئ المذكرة والمؤنثة، أما روغ، الذي هو الكيان المترفع الأعلى، فكان تجسيدًا لإله مخنث أبٍ وأم. ولكن من العنصر الأنثوي في الكائن الأعلى: «نو تيغ تيو» («من رحم الأنثى») خلق الإله أسلاف البشر الحديثين، وكانت أول البشر أنثى. وكانت الكلمات الأولى التي نطقها الكائن الأعلى خطابًا أسطوريًّا. تتفق على هذا كل روايات القصة المختلفة. هذه الأسطورة عليها إجماع عام وهي تمثل الحقيقة المطلقة في الزمن السيريري البدائي. تفترض أسطورة أخرى منافسة تعتمد على الفوضى أيضًا، أن الكون بدأ بسلسلة من الانفجارات. ولكنها تتفق اتفاقًا كبيرًا بالنظرة العامة التي تقضي بأن الأشجار والحيوانات كانت أول المخلوقات. كان أول انفجار في مملكة الخضراوات واحترقت الشجرة الأولى سومب حسب هذه الأسطورة، ومنها (من جذعها) انطلقت بذور كل الأنواع النباتية في العالم، فتغطّت الأرض بالحياة. في كل الروايات المتنافسة، يكون روغ هو الخالق والصانع في وقت واحد.

## نشأة الكون
ليست قصة نشأة الكون السيريريَّة بغنى قصة نشأة الكون عند قبيلة الدوجون. أدى الاضطهاد الديني والعرقي للسيريريين قرونًا عديدة إلى هجرتهم ذهابًا وإيابًا. ومع أن تاريخهم هذا كان عنيفًا، فإنهم احتفظوا بأغنى قصة عن نشأة الكون في كل المجموعات العرقية السنغامبية.

### خلق الكون
آ ناكس وآ ليب.
يروي السيريريون أسطورة الخلق ودور الكلام في تشكيل الكون. يدل تعبيران سيريريان عن كلمة الخلق الأسطورية: «آ ناكس» و«آ ليب». الأول منهما قصة قصيرة عن أسطورة قصيرة أو تعبير مَثَليّ، وهو نظير الفعل. أما الآخر (آ ليب) فمتطور أكثر ويفصّل كلمة الخلق الأسطورية والخلق نفسه، وتبدأ أسطورته بالعبارة: «ناغا ريتو ريت» (قد كان في البدء)، قبل رواية الحدث. من وجهة نظر عالمية، يشابه هذان التعبيران تقريبًا الفعل واللوغوس عند التعبير عن التربية الدينية الأساسية المتعلقة بالكائن الأعلى وخلق الكون. ويشكلان بنيةً ومصدرين تعتمد عليهما قصة الخلق. «آ ليب»، أو اللوغوس، ثابت.
اعتمد خلق الكون على أجزاء متعددة (انظر أدناه):
1. البنية التي تضع أساس القصة ومعنى كلمة الخلق الأسطورية التي قالها الكائن الأعلى (انظر أعلاه)؛
2. عملية الخلق المعتمدة على الأعداد السيريريَّة؛
3. تكوين الكون؛
4. مقدمة الأسطورة البدائية المعتمدة على ثلاثة عناصر رئيسة: الماء والهواء والأرض؛
5. المحيط البدائي وخلق كوكب الأرض؛
6. الحركة الدورانية حول محور العالم، وخلق الأشجار والحياة النباتية؛
7. خلق الحيوانات؛
8. خلق الإنسان والزوجين الأولين ذكرًا وأنثى، اللذين ذهب أبناؤهما ليستوطنا العالم؛
9. الأزمة التي حلت بكوكب الأرض وانفصال الإنسان والحيوان، ولمَ أصبح الكلب صديق الإنسان؛
10. تدخّل روغ وعملية التدخل الإلهي في مراحل متعددة من الخلق وبعد الاضطراب الأولي؛
11. التمثيل السيريري للكون – وهو العوالم الثلاثة: العالم المخفي من أعلى، والعالم الأرضي اليومي، والعالم الليلي.[16]